# LiMo Platform
LiMo (Linux Mobile) Platform — программная платформа для телефонов на базе операционной системы Linux, развиваемая LiMo Foundation.
В сентябре 2011 года LiMo Foundation объявила, что LiMo вошла в проект Tizen.

## LiMo Platform
В 2008 году на выставке Mobile World Congress фондом LiMo Foundation были представлены серии комплектов инструментальных средств разработки программ (SDK) для мобильных спецификаций.
В их число вошёл инструментарий для программных приложений Linux, Java и Webkit.
Софтверная компания Wind River Systems (сегодня входит в состав компании Intel) обеспечила разработку фундаментальных компонентов для общей среды приложений LiMo (CIE).
В то время как компания Azingo, чей программный набор Azingo Mobile так же экспонировался на Mobile World Congress 2008, предоставила высококлассный инструментарий.
Обе компании были заинтересованы в широком распространении программных комплектов LiMo.
Над совершенствованием SDK работали и участники LiMo:
- Access занималась Native SDK,
- Aplix направляла усилия на Java SDK,
- Motorola создавала комплект SDK для движка Webkit HTML.

В состав платформы LiMo входят не только открытые компоненты, но и проприетарные разработки, вносимые в общий котел компаниями, входящими в объединение. Большинство наработок проекта распространяется в исходных текстах, с использованием лицензии GPL, API доступно под лицензией «Foundation Public License» (FPL), варианте GPL, откорректированном в плане использования запатентованных технологий.
27 сентября 2011 года организации LiMo Foundation и Linux Foundation официально объявили о запуске новой open-source программной платформы на базе Linux для широкого спектра устройств под названием Tizen. Работу над данным проектом возглавили Samsung и Intel, сотрудничающие с консорциумом LiMo Foundation. В состав Tizen вошли наработки и из LiMo.
1 января 2012 года LiMo Foundation был переименован в Tizen Association.

### LiMo Platform R1
На выставке Mobile World Congress 2008 Ханкил Йун (Hankil Yoon), вице-президент подразделения Linux Platform and Devices компании Samsung, а также член Совета LiMo по программной архитектуре, сообщил, что программные интерфейсы (API) для первой версии программной платформы R1 LiMo Platform уже готовы и доступны для всех мобильных разработчиков, а в марте 2008 года состоится релиз самой платформы R1 LiMo Platform.

### LiMo Platform R2
К середине 2009 года альянс LiMo Foundation опубликовал заявление о завершении формирования спецификаций для нового варианта мобильной платформы LiMo R2. Из новшеств LiMo R2 отмечается поддержка основанного на D-Bus API интерфейса BONDI, предназначенного для организации взаимодействия web-виджетов с аппаратным и программным обеспечением телефона.
Например, используя BONDI, виджет может работать с камерой, осуществлять звонки, запускать приложения. Новая версия LiMo расширена в плане мультимедийных возможностей, управления персональной информацией, средств для обеспечения безопасности, поддержки создания сервисов, работающих с учётом геопозиционирования .

## Устройства
Согласно данным LiMo, на февраль 2008 года в продаже и разработке находятся 18 мобильных устройств различных компаний, включая Aplix, LG, Motorola, NEC, Panasonic Mobile Communications, Purple Labs и Samsung поддерживают платформу LiMo (Linux Mobile).
В середине 2008 года LiMo Foundation представил 7 новых мобильных устройств, совместимых с LiMo, от компаний Motorola, NEC и Panasonic. Таким образом, число телефонов, совместимых со спецификациями LiMo, увеличилось до 21 .
К октябрю 2009 года уже было выпущено более 40 LiMo-устройств .
- Примеры выпущенных LiMo-устройств:
  - NEC N706i,
  - NEC N906il,
  - NEC N906iu (micro),
  - NEC N906i,
  - Panasonic P706iu,
  - Panasonic P906i,
  - Motorola MotoZINE ZN5 — смартфон, совместимый с LiMo, выпущенный совместно с Kodak,
  - Samsung M1 — коммуникатор компании Samsung под управлением ОС LiMo Release 2 (R2),
  - Samsung H1,
  - Samsung H2.